# هنري كوردن
هنري كوردن (بالإنجليزية: Henry Corden)‏ مواليد 6 يناير 1920 في مونتريال - الوفاة 19 مايو 2005 في شيرمان أوكس، الولايات المتحدة، هو ممثل أمريكي بدأ مسيرته الفنية سنة 1947. امتدت مسيرته الفنية لأكثر من 58 عاما.

## الأعمال
- أبوت وكوستيلو في الفيلق الخارجية
- رغبة في الحياة
- الوصايا العشر

## روابط خارجية
- هنري كوردن على موقع IMDb (الإنجليزية)
- هنري كوردن على موقع أول موفي (الإنجليزية)
- هنري كوردن على موقع إن إن دي بي (الإنجليزية)
- هنري كوردن على موقع قاعدة بيانات الفيلم (الإنجليزية)